# Poupartia minor
Poupartia minor là một loài thực vật có hoa trong họ Đào lộn hột. Loài này được (Bojer) L. Marchand miêu tả khoa học đầu tiên năm 1869.